# Hinduism i Italien
Hinduismen i Italien är en minoritetsreligion som utövas av cirka 0,4 % av landets befolkning.

## Demografi
| År   | Procent | Ökning |
| ---- | ------- | ------ |
| 2012 | 0,1 %   | -      |
| 2015 | 0,2 %   | +0,1 % |
| 2021 | 0,3 %   | +0,1 % |
| 2023 | 0,4 %   | +0,1 % |

År 2012 uppskattades antalet hinduer i Italien till omkring 90 000 personer, en siffra som steg till 120 000 år 2015. År 2019 var antalet hinduer i Italien 150 000. Från och med 2023 uppgår den hinduiska befolkningen i Italien till cirka 223 000 personer, vilket gör landet till hem för den näst största hinduiska befolkningen i Europa efter Storbritannien, och den största inom Europeiska unionen.

## Officiellt erkännande som religion

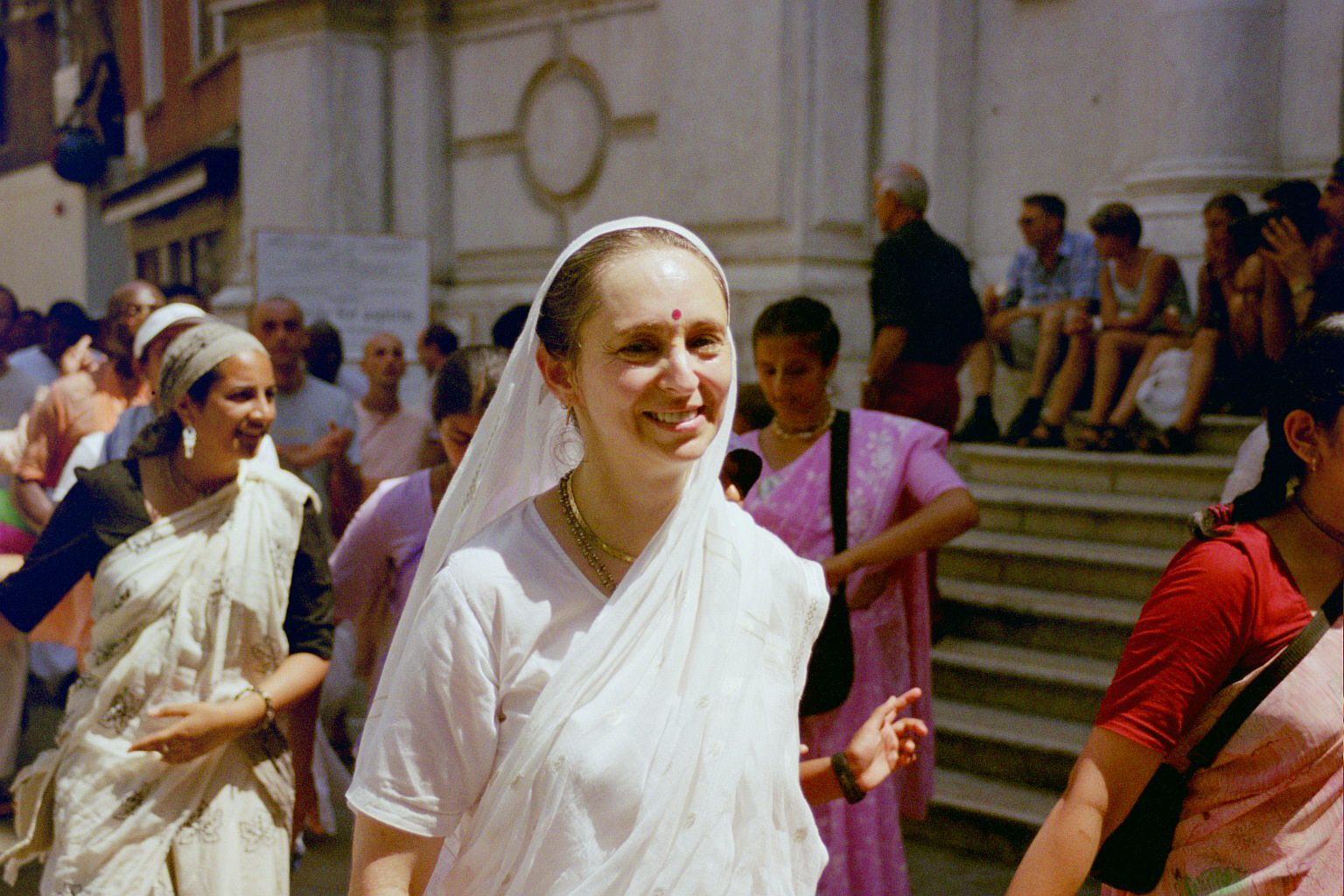
Hare Krishna-anhängare i Venedig, Italien.

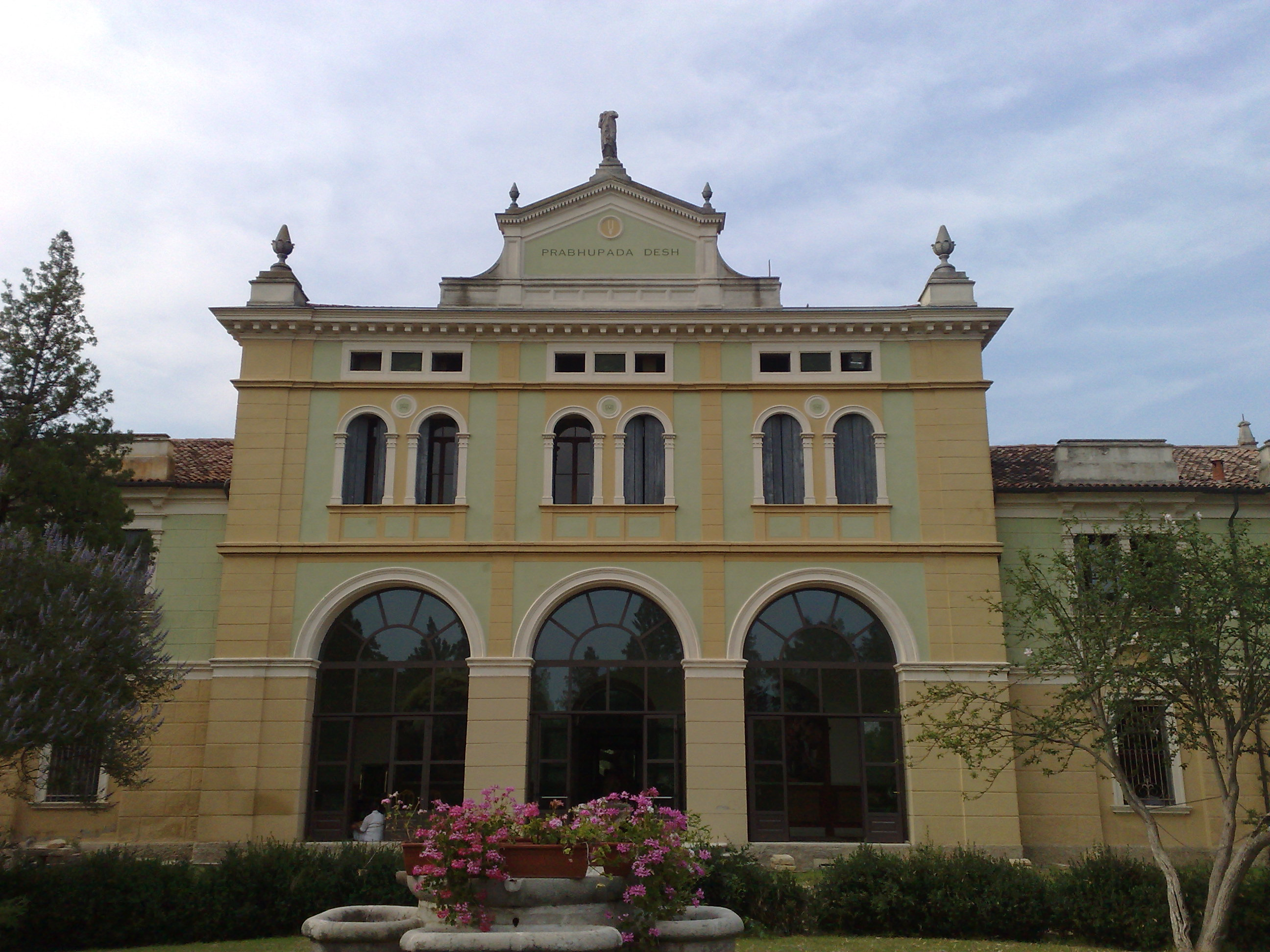
Hare Krishnas mandir i Albettone i Vicenza.

I mitten av 2000-talet började hinduiska organisationer i Italien verka för officiellt erkännande av hinduismen som religion. Organisationen Unione Induista Italia (”Italiens hinduiska union”) undertecknade år 2007 ett ”intentionsavtal” med det italienska regeringen. Dokumentet väntade därefter på godkännande av det italienska parlamentet. Hinduismen beviljades slutligen officiellt erkännande av Italiens parlament år 2012, samtidigt som buddhismen. Den 11 december 2012 ratificerade det italienska parlamentet det officiella avtalet med Italiens hinduiska union. I artikel 24 i den italienska lagen om överenskommelse är Diwali, ”ljusfesten”, erkänd i Italien som en officiell hinduisk högtid.

## Hinduiskt kloster
Matha Gitananda Ashram är ett av Europas tre hinduiska kloster, och ligger i Località Pellegrino i kommunen Altare. Klostret är byggt på en 520 meter hög kulle i Savonas inland. Varje år samlas över 2 000 hinduer för att delta i den årliga Ganesha-festivalen vid klostret, som har beskrivits som den största hinduiska högtiden i Italien.